# Piotr Bednarczyk
Piotr Bednarczyk (* 23. Februar 1914 in Sowliny; † 7. August 2001 in Limanowa) war römisch-katholischer Weihbischof in Tarnów.

## Leben
Der Erzbischof von Krakau, Adam Stefan Sapieha, weihte ihn am 3. Juni 1944 zum Priester.
Paul VI. ernannte ihn am 21. Februar 1968 zum Weihbischof in Tarnów und Titularbischof von Turris Rotunda. Der Erzbischof von Krakau, Karol Józef Wojtyła, weihte ihn am 21. April desselben Jahres zum Bischof; Mitkonsekratoren waren Jerzy Karol Ablewicz, Bischof von Tarnów, und Karol Pękala, Weihbischof in Tarnów. Als Wahlspruch wählte er Ut gaudens catechizem.
Am 22. Juni 1991 nahm Papst Johannes Paul II. seinen altersbedingten Rücktritt an.